# اینورونو
اینورونو (به ایتالیایی: Inveruno) یک کومونه در ایتالیا است که در استان میلان واقع شده‌است.

## خصوصیات
اینورونو ۱۲٫۲ کیلومترمربع مساحت و ۸٬۶۳۵ نفر جمعیت دارد و ۱۶۱ متر بالاتر از سطح دریا واقع شده‌است.